# Жена на камену
„Жена на камену” је југословенски ТВ филм из 1978. године. Режирао га је Ненад Диздаревић а сценарио је написао Вук Крњевић по делу Иве Андрића.

## Улоге
| Глумац            | Улога |
| ----------------- | ----- |
| Светлана Бојковић |       |